# Anna Nordenskiöld
Anna Bengtsdotter Nordenskiöld, född 27 april 1950 i Åre, är en svensk konstnär.
Nordenskiöld avlade teckningslärarexamen vid Konstfackskolan 1976, studerade vid Arbetarnas bildningsförbunds målarskola 1978-1980 och vid Kungliga Konsthögskolan (måleri) 1981–1986. Hon har hållit separatutställningar i Stockholm, Jämtland, Uppsala och Trondheim. Anna Nordenskiöld är representerad vid bland annat Moderna museet och Norrköpings konstmuseum.